# Oleria janarilla
Oleria janarilla är en fjärilsart som beskrevs av William Chapman Hewitson 1863. Oleria janarilla ingår i släktet Oleria och familjen praktfjärilar. Inga underarter finns listade i Catalogue of Life.